# がるメタる!
『がるメタる!』(Gal metal)は、DMM.com（現DMM.GAMES）より2018年2月8日に発売されたNintendo Switch専用ゲームソフト。

## 概要
DMM.comの新規IPによる音楽ゲームで、同社初のコンシューマ向けタイトルとなる。
吉祥寺を舞台に、女子高生と身体が融合した男子高生がメタルサウンドの力を借りて異星人に立ち向かうリズムゲーム。操作方法はJOY-CON、タッチ操作、ボタン操作の3つ。TVモードでプレイすると音声がずれる場合があるため、本体のヘッドホン端子にヘッドホンを繋いでプレイする事を推奨している。
フルカラーデジタルコミック形式でストーリーが展開する。放課後はチャットルームに入り、途中の選択肢で時間切れになると無視したと疑われるが、ゲームの進行に影響はない。その後は吉祥寺の街で遊んだりバイトをしたりしてパラメータを上昇させる他、ライブの練習を行う。
ストーリーモードは基本的にストーリーAパート、放課後パート、ストーリーBパート、ライブパート、リプレイ、ストーリーCパートの順番で進行する。
ステージをクリアするとその話のエピローグが流れた後、次のエピソードの次回予告が表示される。
一度演奏した曲はフリープレイで自由に演奏可能。
発売に先んじて、2018年1月27日にゲオ名古屋大須店、1月28日にフタバ図書TERAワンダーシティ店、2月3日に上新電機 ディスクピア日本橋店、2月4日にソフマップなんば店ザウルスにて、体験会が行われた。体験会で試遊すると数量限定として「がるメタる！オリジナルクリアファイル」が先着でもらえた。
2018年2月15日発売の『週刊ファミ通』2018年3月1日号にて、本作の内容を特集した「がるメタ通」が掲載された。
2018年3月15日にアップデートが行われ、本作の体験版が配信された。チャプター1までプレイが可能。
2019年2月28日と4月25日には追加楽曲コンテンツが有料配信された。
全年齢向けのゲームであるものの、作中に温泉が登場し、登場人物の入浴シーンが第5話、ヴィトリーのエピソードに存在する。肌の部分が煙などで覆われていて確認できないものの、コマが進むとキャラが透けてから現れる関連上、椎美の裸や摩丹のへそなど一瞬だけ確認できるシーンがある。だがキアが湯から這い上がるシーンでは透ける部分がカットされ、吉祥寺メタルガールズが群がるシーンではキアからズームしておく事で対処している。

## ストーリー
夜、下校しようとしていた男子高生の主人公と、女子高生で吉祥寺メタルガールズ(以下KMG)の部長星乃凜子はタコ型宇宙人オクト星人の乗上する宇宙船に吸い取られ、その内部に捕らわれてしまった。オクト星人は、ボイジャーに積まれていたゴールデンレコードに収録されていたヘヴィメタルによって彼らの文明が無力化され、崩壊してしまったのだと語り、復讐のために地球を侵略しにきたのだと告げる。そしてメタルを封じるべきと2人を地球のメタル代表の一人として融合装置へ放り込み、融合させられた凜子は心の声でしか話せなくなってしまう。主人公と凜子は元に戻るべく他のKMGメンバーとメタルの練習を繰り返し、そして侵略を阻止する為に音楽のメタルを武器にオクト星人をはじめとした異星人と戦う。
メタルの力で撃退される度にオクト星人は地球に降り、煮を燃やしたオクト王は最後の手段として宇宙船を次々と進軍させるも主人公(凛子)の説得により足を洗う、しかし宇宙船の攻撃は続行し地球が破壊されてしまう。KMGとオクト星人はエクス星人の転移装置で火星に移動させられたことで難を逃れ、地球を元に戻す方法を探りながらサバイバル生活を続けていた。最終的にブラックホールに吸い込まれ、KMGは最後の力を振り絞ってメタルを演奏し、ブラックホールの威力を収めたと共にKMGの数々の思い出が地球を修復した。
翌日、何もなかったかのように主人公と凛子は元の体に戻り、いつもの日常生活を出した後、互いにすれ違いながらそれぞれ気づかないフリをしていたが、その直後にオクト星人と再会する。彼らは天敵であるカブト星人が地球に侵略したと告げ、再び地球代表として主人公と凛子を融合させてしまう。凛子は融合させられる前の邂逅とメタルの才能を認めたことから好きだと主人公に告白し、他のKMGメンバーと再会して『自分たち最強のメタルを作り上げる』と決心したところで物語は幕を閉じた。

## 登場キャラクター
主人公
本作品の主人公である男子高校生。本名は不明。帰宅途中でオクト星人の宇宙船に連れ去られ、同じく連れ去られた凜子と合体装置で融合してしまい、彼女の身体を動かすことになる。音楽知識は一切なく、オクト星人に対抗する為に凜子のアドバイスの下ドラム演奏の練習をする。

### 吉祥寺メタルガールズ
吉祥寺女子高のメタル部でメンバーはドラム、ギター、シンセ、ベース、サイドギター担当の5人。略称は「K・M・G」5人とも髪の色がそれぞろ異なっており、性格もバラバラであるのが特徴。自由パートではメンバーがいる施設を訪れるとイベントが発生し、パラメーターやハートマークが上昇する。
星乃凜子（ほしの りんこ）
イメージカラー：赤　担当楽器：ドラム
もう一人の主人公。メンバーの中では唯一髪の色とイメージカラーが異なっている。メタル部所属でドラム担当の部長。スパルタンな性格でライブの評価が低い時にはキツく当たる。ドラムとしての腕は一人前だが、それがメタルの音を天敵としているオクト星人の逆鱗に触れ、宇宙船に連れ去られ男子高校生と合体装置で融合してしまい、彼女本体は心の声としてアドバイスを送ることになる。メタル部で他のメンバーと再会。序盤で「正体がバレたら追放されてしまう」と釘を刺したのだが、劇中でばれるシーンは一切なく、他のメンバーからは部長として信頼されている。
第2話でオクト星人の勧誘で他のメンバーと共に木星に導かれ抹殺されそうになるもメタルの力で撃墜し、地球に転送された。テレビが好き。お風呂ではよく上せる。一度スクド星人に連れ去られ、彼らに協力を求められたこともある。自分の体を取り戻す為にオクト星人に母船の情報を教えてもらい、戦いの末、友好関係になった。その際オクト星人の最後の戦いに「何このシリアスな展開」と発言した。オクト星人に地球を破壊されるもエクス星人の恩返しで他のメンバーと共に難を逃れサバイバルを繰り返した。練習の成果でオクト王率いる宇宙船を壊滅させた後、最終回でブラックホールに吸い込まれ、メタルの力と地球の記憶で脱出した挙句地球を修復した後分離する。事件解決後は他のメンバーとにぎやかに会話を続けるが、帰宅する間もなく、再び地球の危機を感じたオクト星人にカブト星人退治の依頼で宇宙船に呼び出され、再び融合させられる。そして他のメンバーと合流し、カブト星人に立ち向かう為に自分だけの最強のメタルを演奏するところで物語は終わりとなる。
新取椎美（しんとり しいみ）
イメージカラー：オレンジ　担当楽器：ギター
本作の狂言回しでリードギター担当。ドクロマーク付きの青いパーカーと紫のジャージを着用している。
一言でいえば不良。母子家庭で弟がいる。母が忙しいため彼女が弟の世話をする事が多く、意外と家事も得意。ギターは父親が遺した物で、今でも隣に置いて寝る事もある。凜子とはお馴染み。
潘水キア（ばんすい キア）
イメージカラー：ピンク　担当楽器：シンセ
シンセサイザー担当。メタル部の中では小柄。白の白衣を着用している。引きこもりのオタクで、趣味はネトゲとネットサーフィン。SF映画鑑賞も趣味のひとつでSFやオカルトの知識が豊富でUFOや宇宙人の存在を信じている。
主にパソコンで情報を調べるのが好きで、話す時もチャットをする時も吹き出しに入りきらない程の長話をしたり、オクト星人に対抗する為に彼そっくりのロボを開発したり、土星を調査しようとしている。
黒薔薇院摩丹（くろばらいん まに）
イメージカラー：青　担当楽器：ベース
ベース担当。黒薔薇院グループの令嬢。厳格な家庭に育てられるが、メタル部との出会いで自己主張をするようになっていく。ホラー好きで映画館に良く行っている。
倉太恵理依（くらふと えりい）
イメージカラー：緑　担当楽器：サイドギター
サイドギター担当。メタル部の中では身長180cmの長身で細身。ただし家族は全員太っている。片目だけ髪に隠れている。
常に寡黙で対人恐怖症。普段は眼鏡をかけているが、ライブの時は外しているためほとんど見えない。ただし、見えない事が功を制してライブでは人前でも平気。

### DLCキャラ
三宮村杜夢（みくむら とむ）
ギター担当。軽音部に所属する隣のクラスの生徒。過去に椎美に何度も敗れた記憶があり、椎美をライバル視し復讐を望んでいたが、椎美が重傷を負ったこととオクト星人の野望を食い止めたいことから代役を任され、オクト星人が仕掛けた爆弾を止めることに成功したのを機に和解した。
海外版では初登場時のテロップが「武宮村」と誤植されている。
刈央日柚子（かるおう ひゆこ）
ベース担当。アニメ研究会に所属する無口な部員。キアとは戦争の件で知り合いになっており、彼女の事を「隊長」と尊敬している。同じく無口な恵理依を「えりいちん」と呼ぶ(海外版ではえりり)。部長である凛子にも「隊長」と名づけた。
ヴィレリー・カインドグッド
ギター担当。テキサスから来た留学生。高身長で豊満なバストを持ち、公式設定で「爆乳ガール」と名づけられている。凛子達が来ていた映画館に乱入していたオクト星人を追い払ったことで凛子と初対面した。異星人と同じく吹き出しが全てカタカナで表示される。凜子のことを「部長さん」と呼んでおり、彼女を溺愛しており、入浴から遠ざけようとしたところを無理やり入らせたりして、温泉から出ようとした時にも彼女を捕まえた。
植熊莉玖（うえくま りく）
シンセ担当。元柔道部の一年生。キア曰く「柔道の特待生だが重傷を背負っており退部している」。KMGが所属していたメタル部を地下で「怪しい奴」と名付ける等疎い面もあるが、凛子にメタルのやり方について教えられ、襲撃して来たオクト星人を夢を見ていると勘違いし、柔道の意地を見せ付けてUFOを投げ飛ばした。その後はメタルの力に感激し、メタル部に入部した。関西弁で話す。
鳩良貴沙（はとら きさ）
ベース担当。自分のことを男子だと思っているハンサム。同級生や下級生の女子に絶大な人気を持つ。凛子とは彼女の部活動を見ていたことで知り合いとなり、オクト星人が馬車を拝借して凛子を殺そうとしている時に彼女を救った。最終的にオクト星人の最後のあがきに凛子を庇って重傷を負い、それをいいとこに彼女とキスをしようとしたが、椎美に止められ、傷もビクトモしなかったとその場から去っていった。作中で彼女だけ唯一のへそチラシーンがあるが、へその部分は確認できない。

### 異星人
メタルの音楽で故郷を滅ぼされた宇宙人。それ故に地球を侵略し、ライブパートでは光線銃や墨でメタル部の演奏を妨害する。また、この時にシンバルを鳴らせば彼らを気絶させることができる。吹き出しは全てカタカナで表示される他、淵の色もそれぞれ異なっている。吉祥寺メタルガールズ同様、ライブパートには3Dモデルで表示される。
オクト星人
タコ型の宇宙人。メタルの演奏で故郷が葬られ、復讐する為に凜子を連れ去り、そのまま融合をさせた。オクト王の命を受けて地球侵略を企て犯罪行為を行うなどするが失敗し、最終的に凜子の説得により足を洗い、そのまま加勢することになった。事件解決後は凜子を元に戻したが、カブト星人が侵略して来たためにすぐに呼び出し、すぐに合体させた。
オクト王
白い髭を生やしている。終盤で地球を破壊に追い込んだが、最終的に凜子のメタルにより宇宙船を破壊された。
スクド星人
料理を得意とする異星人で、凛子を連れ去った。なおこの時のシーンはプロローグと同じ。ライブパートでは墨を吐いて妨害する。
シュリブ星人
オクト星人に雇われて凜子抹殺を行った。光線中を持っているが、誤ってアイスを打ち砕いたことが凜子の逆鱗に触れ、メタルの力で戦意喪失して姿を消した。
エクス星人
異星人の中でも優しい性格。オクト星人と仲が悪く、凜子に協力を求めた。終盤ではテレポートで凛子達を機器から救い、自身は消滅した。凛子と戦う場面はないが3Dモデルは用意されている。
カブト星人
最終回で登場。デフォルメされた恐竜の様な姿をしている。異星人の中でも宇宙一凶悪な存在で、地球が侵略されるのを恐れたオクト星人が凜子に彼の退治を依頼してきた事からある意味凜子を再び融合させた張本人。

## ゲームシステム

### ライブパート
自動で演奏される楽曲に対して、ドラムパートを完全に担当する。演奏するキャラクターのCGアニメが全面に表示され、画面上部に楽曲の進行度を示すバーと「リズムパターン」のカンペが表示される。音ゲーにつきもののレーン・ノーツといったものは存在しない。小節単位であらかじめ指定された「リズムパターン」を自由に組み合わせて叩く。組み合わせの複雑さによってボーナスが入る。リズムパターンは7種類の「色」（「ジャンル」に相当）で種類分けされている。色はボーナスに関連する。リズムパターンはゲームの進行に従って解放されていく。以下のようなボーナスが成立するようリズムパターンを構成することで得点を伸ばしていく。
- リズムポイント：基本の得点。1小説分のリズムパターンを完遂することで成立。
- コンボボーナス：リズムパターンを切り替えると成立。連続で同じパターンを使用するとコンボが途切れる。
- セクションボーナス：4小節で構成される「セクション」内で3種類以上のパターンを使用すると成立。
- ストラクチャーボーナス：「着色」されたセクションの数に応じて追加されるボーナス。「着色」するためにはセクション内で同色のリズムパターンの使用率が50%を越える必要がある。
- リフレインボーナス：A⇔A'などの同ジャンルセクションを同じ色で着色すると得られるボーナス。
- 裏譜面：隠し要素として指定されているタイミングでシンバルを打つと追加されるボーナス。

演奏が終了するとメタル集計を行い、コンボボーナスも加勢して合計メタルがノルマを越えていれば異聖人が画面にへばりついてクリアとなる。逆にノルマよりもメタルが低かった場合、その演奏は失敗となって地球が破壊されてゲームオーバーとなり、演奏をやり直すかタイトル画面に戻るかの選択肢が入る。ライブ終了後には凛子がメタルの演奏評価を行い、溜めたメタルに応じて、グラフとランクが変動し、凛子のコメントも変わる。

### 自由パート
ストーリーの前半を終わらせると自由パートに突入し、スタミナを消費して他のメンバーと会話したり、様々な施設を訪れてライブを有利に働かせるメーターを上げられる。メーターは上げられないがライブに備えて新しいリズムパターン練習することも可能。スタミナは1日毎に40で固定されており、施設を訪れる為に必要なスタミナは5、8、10の三段回に分けられている。スタミナの消費量が多いほど効果が高いがその分別のパラメーターがさがる。訪れる施設に他のメンバーがいる場合、メーターがさらに上がる他にそのメンバーとの好感度が上がり、好感度を一定数上げると特定の施設にそのメンバーのアイコンが表示され、そこを訪れるとイベントが発生し、バッジも貰える。ただし、5消費する施設にはイベントアイコンが表示されない。スタミナが4以下になると1日が終了し、強制に帰宅もしくはライブパートが始まる。
メーターには以下のような5種類が存在する。
- モラル

性格性に正確にリズムを叩いた時の点数が上がる。
- カルト

相同性にリズムを叩く得に隠れた裏譜面を叩いた時の点数が上がる。
- ガッツ / パッション

異星人からの被害を減らす。
- アクティブ

応用性と異なるリズムを組み合わせてコンボを出した点数が上がる。

## 収録曲
- 本作には1ステージにつき1曲用意されており全部で13曲（DLも含めると23曲）存在する。ストーリーモードをクリアする毎に1曲開放される。いずれもクラッシク曲のアレンジとなっている、ここでは以下の曲を紹介する。※カッコ内は元となった原曲
- newworldDegenetation!
- Jupitertokichijoji
- Myvery
- MoonlightJuck!
- BloodPact
- SineWaveofLove
- Hell!war!
- Maidens!
- TwilightStarship!
- Wandering
- DiablecrossCothedrale
- shoutinout!metalgirls!
- DistortedSynopsisofJoy
- SHOWとMONOTONE（モーツァルト交響曲25番）
- 号砲のテュルキイェ（トルコ行進曲）
- 響け！四次元世界の歌！（G線上のアリア）
- WoO！WoW！WoO！（ハンガリー舞曲）
- スプリング・ストリングス（四季（春））
- 純潔鮮血のアポカリプス（レクイエム怒りの日）
- ∞パワー！覚醒！
- 週末vs世界
- 死神至高のヴァリエーション
- 千の夜のポストゥムス
- 退小的対位的体感的ラヴ
- ショートモノトーン
- ロロロマンス！（カルメン）
- 井の頭ロットバルト（白鳥の湖）
- シンフォニック5（運命）
- 吉祥寺レジスタンス（ウィリアム・テル序曲）

## 海外版
海外版には以下の違いが加えられている。
- オクト星人はボイジャーのゴールデンレコードから流れるメタル音楽を聞いてヘッドバンギングが止まらなくなって死に絶えたので復讐しにきたという設定に変更
- DLCが無料で付属
- 椎実に「奇人」に、キアに「超サイファイオタク」を持っている設定が追加
- サブタイトルのストーリー名が大幅に変更（例:未知との遭遇なんて誰が言った→誰かがかつて言った）。一部のストーリー名にはSF映画を意識したタイトルにもなっている。
- 吹き出しや効果音が全て語表記になっている。

### 第1話
- 凛子がダミーと発言している。
- キアのプレジデントが短縮
- 「今異星人って言った？」と詰められた時の反応が日本版がいい成人とのダジャレから「海外の異星人」（＝異邦人）と同じ言葉の違う意味に変更。

### 第2話
- キアが(宇宙で息が出来ることに）魅力を感じており、SF映画がB級限定であることを発言している。

### 第3話
- オクト聖人の「チューチュータコカイナ」と言う台詞が「全ては我らの触手が栄光と文明を手にする」に変更

### 第9話
- 次回予告で不滅の命を与える水を欲しがっており、サンドワームのくだりが変更。
- 凛子が砂漠の中で水道設備を欲しがっている台詞が追加。

### アンコール1
- 三宮村の自己紹介シーンで「Mikumura」が「Mukumura」と誤植されている。
- 三宮村が口悪い性格になり、椎実は彼女を現行犯で逮捕しようとする台詞が追加

### アンコール2
- 刈央日の恵理依に対するあだ名が「えりいちん」から「えりり」に変更

### アンコール3
- ヴィレリーの性格が面倒事が苦手で寂しがりやに変更

### アンコール4
- 3000年前の歴史が最寄りのコールドスリープ装置で凍らせられている設定が追加

### アンコール5
- 凛子が恋の心から解放されたという設定に変更

## DLC
追加キャラクターや曲を購入できるパックが後日配信された。配信されるパックは以下の通り。
- 追加エピソードパック
- 楽曲追加コンテンツパック